# Sørkappland
Sørkappland (Noors: Sørkapp Land) is een schiereiland op het eiland Spitsbergen, dat deel uitmaakt van de Noorse eilandengroep Spitsbergen.
Het schiereiland is het meest zuidelijke puntje van het eiland en wordt aan de westzijde begrensd door de Groenlandzee, aan de oostzijde door de Barentszzee, aan de noordwestzijde ligt het fjord Hornsund met aan de overzijde Wedel Jarlsbergland en aan de noordoostzijde zit het schiereiland vast aan de rest van het eiland en de landstreek Torellland. De twee gletsjers Hornbreen en Hambergbreen vormen de grens tussen de twee landstreken.
Het schiereiland ligt in het Nationaal park Zuid-Spitsbergen.